# Estación de Bagneux–Lucie Aubrac
Bagneux–Lucie Aubrac es una estación del metro de París. Forma parte de la Línea 4 y se encuentra en Bagneux, al sur de París. Fue inaugurada el 13 de enero de 2022. Es a partir de esta fecha, la terminal sur de la línea 4.

## Historia
La estación fue inaugurada el 13 de enero de 2022.
Se llama Bagneux debido al distrito en donde se encuentra (al sur de París) y Lucie Aubrac, en honor a una de las líderes y participante activa en diversas operaciones de rescate de la Resistencia francesa durante la Segunda Guerra Mundial y militante pacifista en la posguerra.

## Descripción
Como todas las estaciones de la línea 4 dispone de puertas de andén.